# Hannia greenwayi
Greenway's grunter (Hannia greenwayi) là một loài cá in the Terapontidae family. It is đặc hữu to Australia.